# Brüder Wright

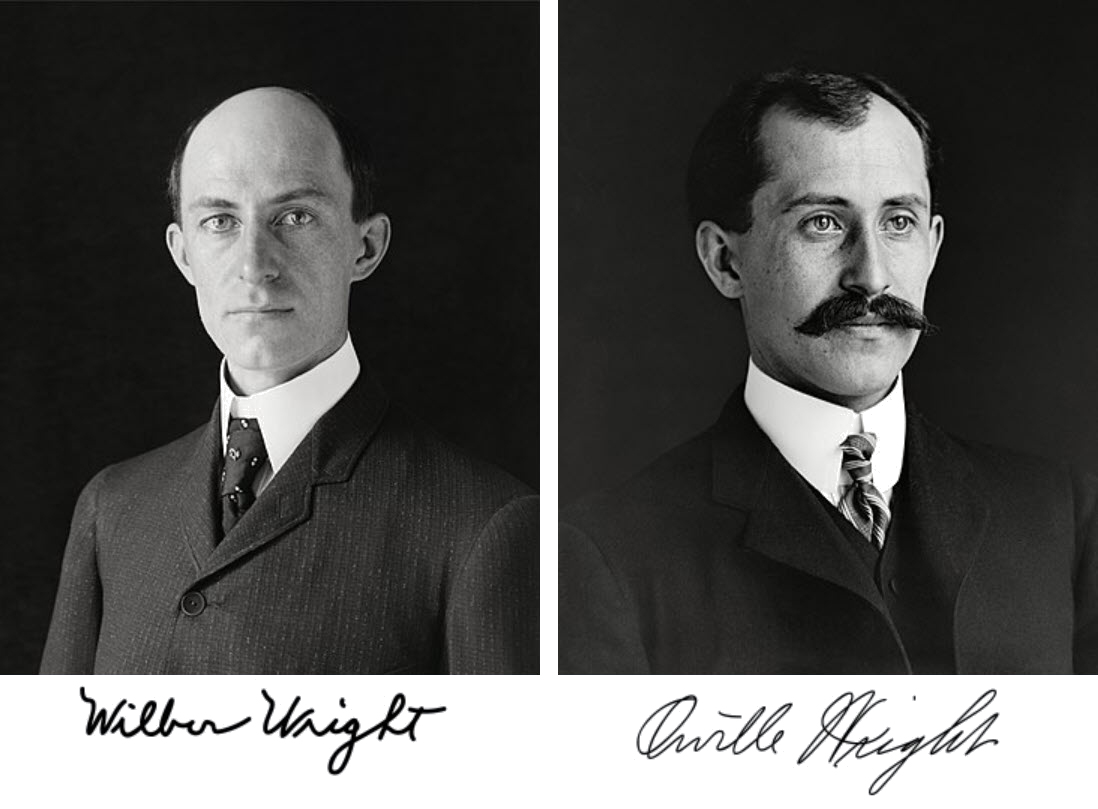
Wilbur (links) und Orville Wright (rechts), um 1905

Die Brüder Wright, auch Gebrüder Wright genannt, Wilbur Wright (* 16. April 1867 in Millville, Indiana; † 30. Mai 1912 in Dayton, Ohio) und Orville Wright (* 19. August 1871 in Dayton, Ohio; † 30. Januar 1948 ebenda) waren US-amerikanische Pioniere der Luftfahrt, die zu Beginn des 20. Jahrhunderts Flüge mit Gleitflugzeugen und schließlich gesteuerte Flüge mit einem von einem Motor angetriebenen Flugzeug (Motorflugzeug) absolvierten.

## Leben und Wirken

### Kindheit
Wilbur und Orville Wright wuchsen als drittes bzw. sechstes der sieben Kinder des Bischofs der Kirche der Vereinigten Brüder in Christo, Milton Wright (1828–1917), in Indiana, später in Dayton (Ohio) auf. Beide besuchten die Highschool, erlangten jedoch keine Abschlüsse. Sie interessierten sich sehr früh für Technik und Luftfahrt, was nach ihrer eigenen Erinnerung damit begann, dass ihr Vater ihnen im Sommer 1878 ein Schraubenflieger-Spielzeug, ein sogenanntes „Helicoptere“ schenkte, das die beiden nachbauten, nachdem es zerbrochen war. Auch Experimente mit selbst gebauten Drachen sind überliefert. Dies war seit Benjamin Franklins Versuchen mit elektrischen Ladungen damals bei US-Jugendlichen sehr populär.

### Fahrräder und Flugapparate

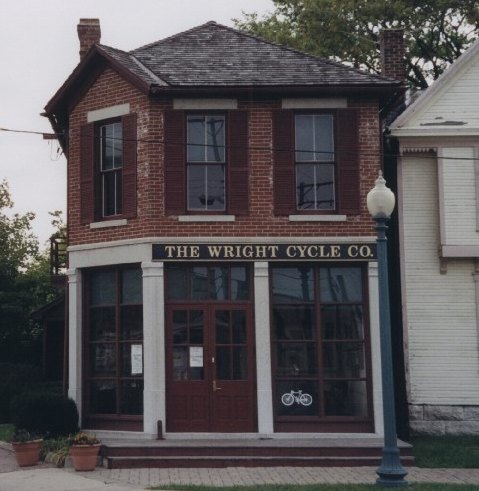
Die Werkstatt der Brüder Wright im Jahre 2000.

Mitte der 1880er Jahre begannen die Brüder, eine Druckerei zu betreiben. Sie druckten Lokalzeitungen, Kirchenzeitungen und Kataloge, und am Ende des Jahrzehnts waren sie mit einer selbst gegründeten Zeitung auch journalistisch tätig. Dabei übernahmen sie alle wesentlichen Arbeiten bis hin zum Vertrieb. Ihre Pläne, eine Fabrik für Verbrennungsmotoren aufzubauen, mussten sie mangels Kapital aufgeben.
1893 eröffneten sie in Dayton eine Fahrrad-Reparaturwerkstatt, aus der die Wright Cycling Company wurde. Mit den Safety Bikes (Fahrrädern mit zwei gleich großen Rädern) wurde das Fahrradfahren einfach und höchst populär. Fahrradclubs entstanden für Frauen, Männer und alle Altersgruppen, so auch in Dayton. Die Brüder begeisterten sich für die neue Technik, und auch ihre Schwester Katherine, mit der sie ihr Wohnhaus teilten, fuhr eines der neuen Räder.
Die Brüder Wright waren durch eigene Anstrengung zu hervorragenden Mechanikern geworden; Zeitgenossen beschrieben sie als pünktlich, fleißig und ein bescheidenes Leben führend. Mit der Fahrradwerkstatt sicherten sie ihre materielle Existenz. Techniken, die am modernen Fahrrad Anwendung fanden, finden sich später auch beim Flugzeugbau der Brüder wieder, zum Beispiel in Fragen der Balance, der Leichtbauweise und des Kettenantriebes. Aerodynamische Experimente wurden an einem Fahrrad als Versuchsträger durchgeführt. 1895 erweiterten sie ihr Unternehmen mit selbst entwickelten Fahrradmodellen. Bis zum Jahr 1900 entstanden rund 300 Fahrräder in Einzelfertigung.
Die Brüder zeichneten im Schriftverkehr mit „Wright Brothers“. Beide blieben zeitlebens unverheiratet und eng mit ihrer Schwester Katherine verbunden.

### Theorie des Fliegens

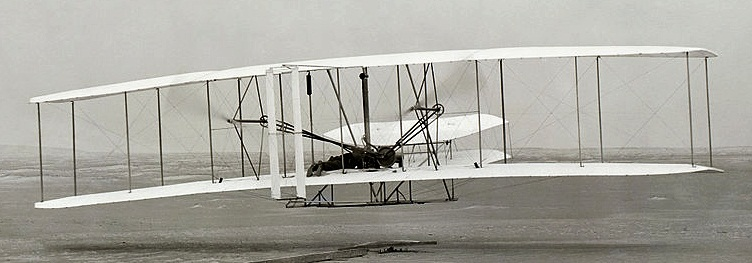
Flyer 1

In ihrer Autobiographie schrieben die Brüder: „Mouillard und Lilienthal, die großen Propheten des Fluges, erfüllten uns mit ihrer Begeisterung und verwandelten die große Neugier in den Eifer von Schaffenden.“ Am 30. Mai 1899 wandte sich Wilbur an das Smithsonian Institute in Washington mit der Bitte um Nachweis weiterer Literatur; in diesem Schreiben brachte er seine Überzeugung zum Ausdruck, dass „der Flug des Menschen möglich und praktisch realisierbar ist“. Er verwendete alle Zeit, die der Betrieb ihm ließ, auf das Studium flugtechnischer Probleme: „Es ist mein Wunsch, mir alles anzueignen, was darüber schon bekannt ist, um dann nach Möglichkeit mein Scherflein zum schließlichen Erfolg eines künftigen Erfinders beizutragen.“ Die Nachricht vom Absturz Otto Lilienthals bewog die Wrights nach eigenen Aussagen, sich intensiv mit dem Menschenflug zu beschäftigen. Sie gingen dabei systematisch vor und begannen noch 1896 mit dem Studium aller flugtechnischen Literatur, insbesondere von Sir George Cayley, Octave Chanute, James Means, Louis Pierre Mouillard und Otto Lilienthal. Wie Lilienthal entwickelten sie ihr Flugzeug über die Stationen Fesseldrachen und Gleitflugzeug. Sie erkannten, dass Lilienthal das Problem des dynamischen Auftriebs gelöst hatte und sein Absturz Folge der mangelhaften Steuerfähigkeit seines Flugapparats war.

### Doppeldecker-Gleitapparate

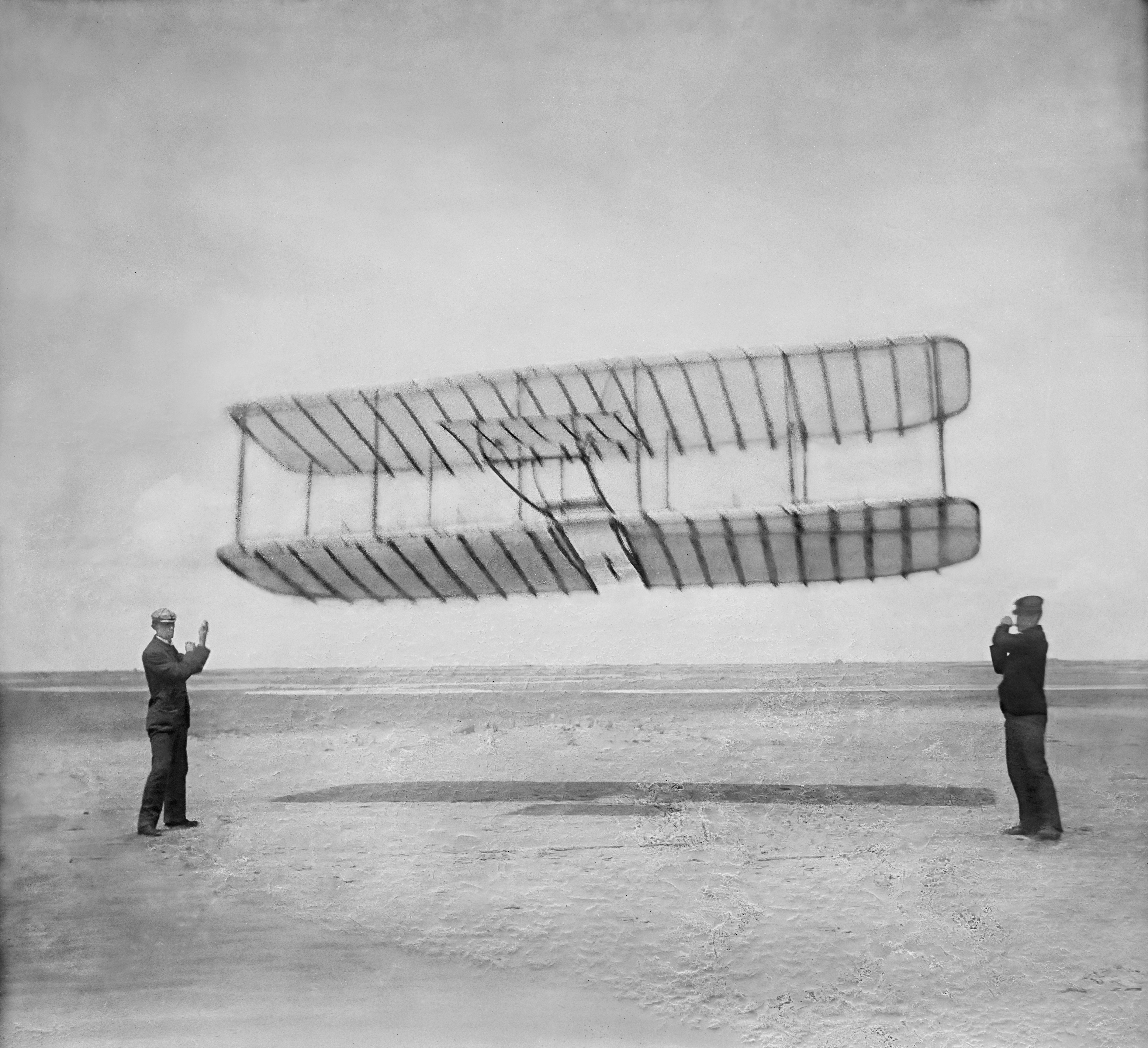
Unbemannter Wright-Gleiter (Wilbur links, Orville rechts) in Kill Devil Hills, North Carolina, 1901

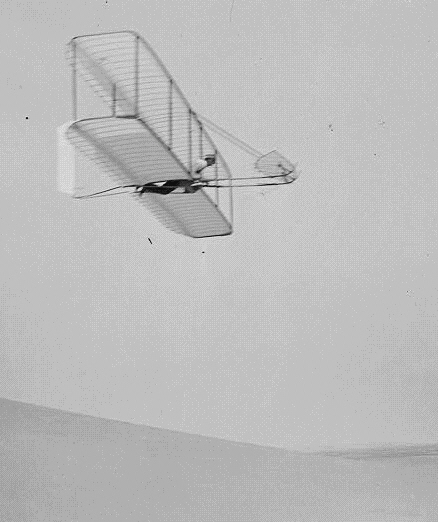
Gleitflug mit dem 1902 Wright Glider in Kill Devil Hills, 1902

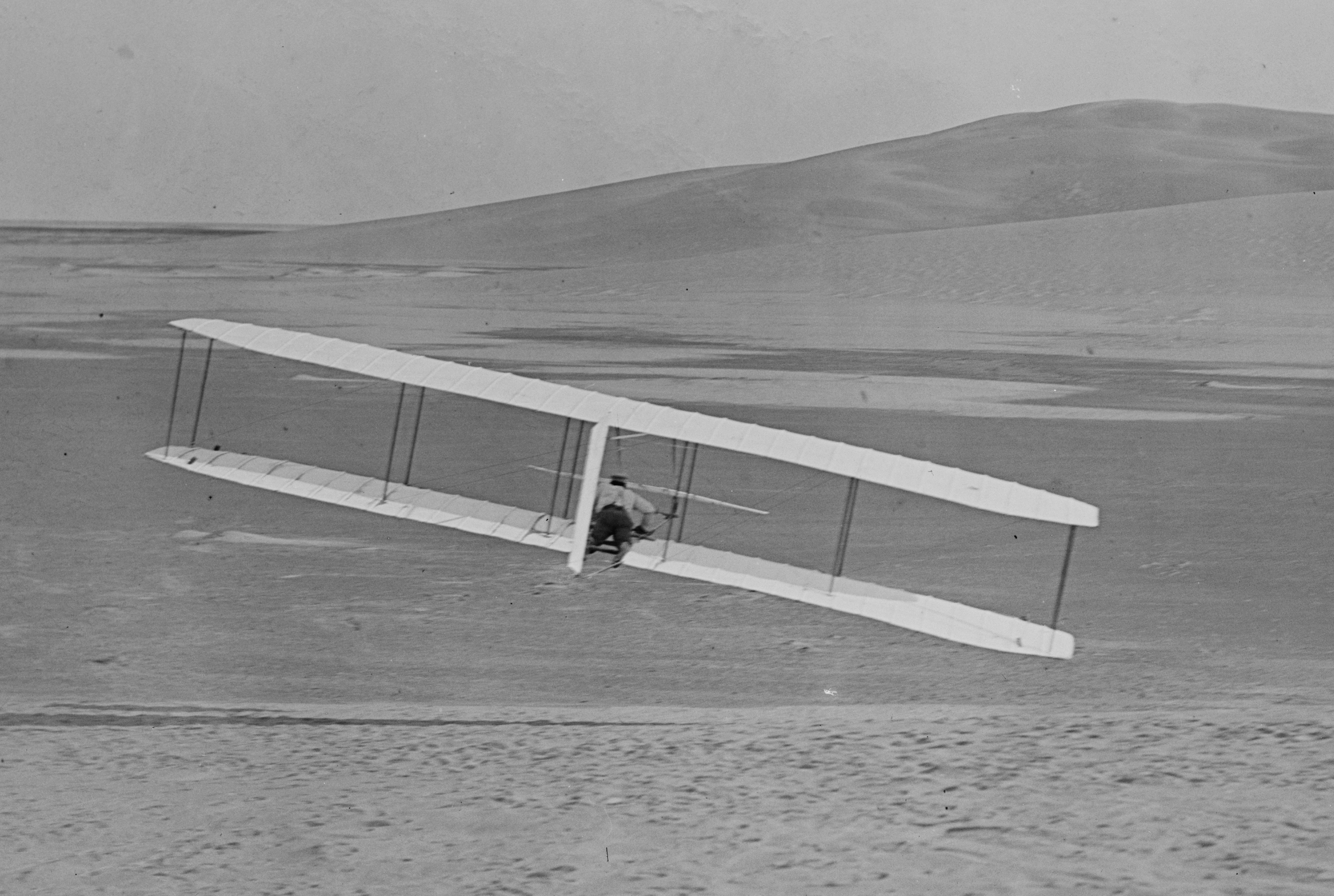
Beim Flug in Rechtslage ist an der Seitenruderstellung nach links zu erkennen, dass von Wilbur Wright im 1902 Wright Glider eine koordinierte Linkskurve mit Flügelverwindung und Seitenruder eingeleitet wurde, 1902

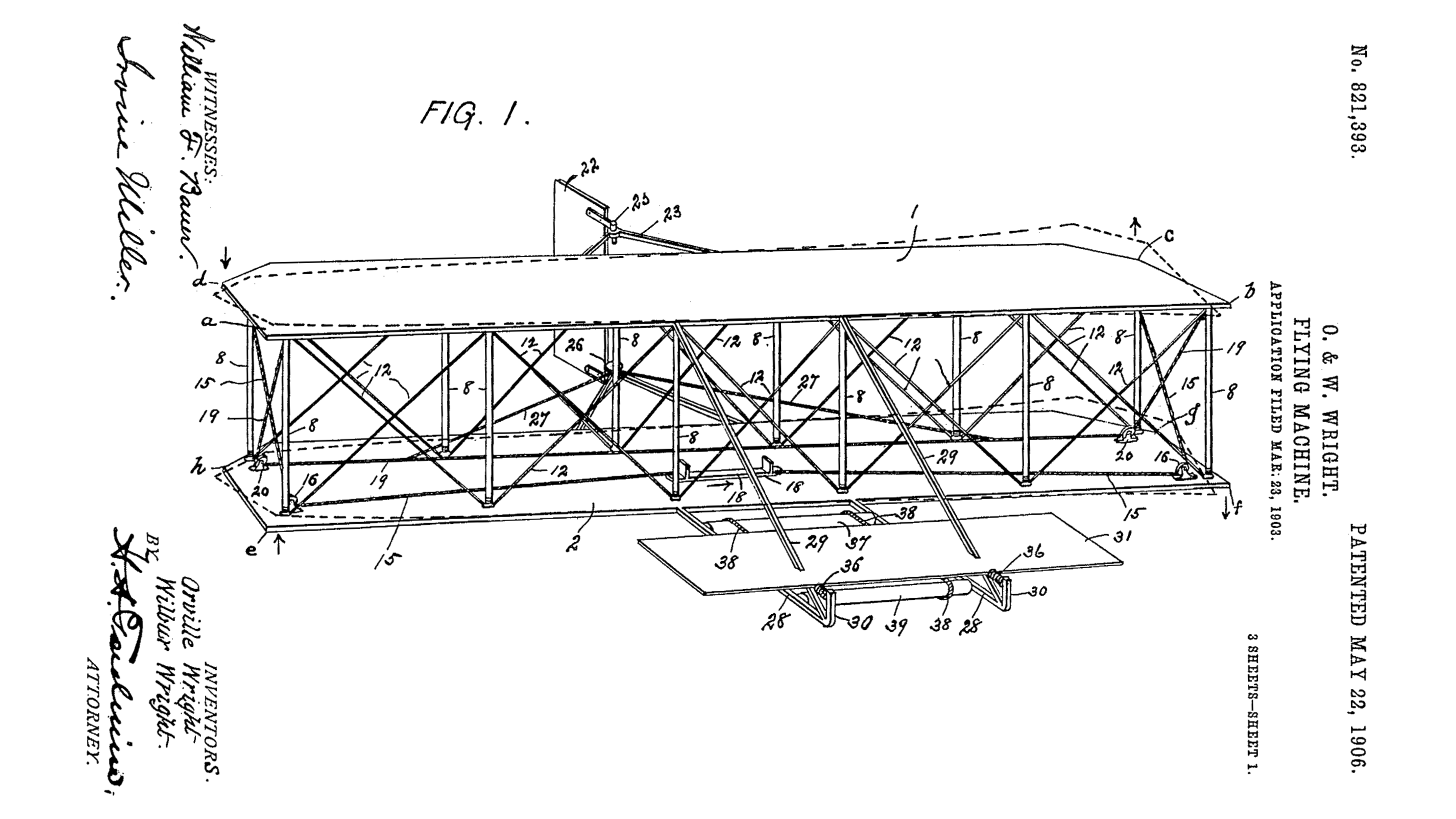
Figur I. zum Patentantrag von O. & W. Wright Flying Machine vom 23. März 1903

1899 begannen die Brüder mit dem Bau des ersten Flugapparates, eines Drachens. Er besaß bereits ein äußerst wichtiges Merkmal: die Verwindung der Tragflächen, mit der die waagerechte Lage des Apparates kontrolliert werden konnte. Edmund Rumpler sagte zu dieser Erfindung, „welche direkt dem Vogelflug nachgebildet ist“, sie habe „hauptsächlich dazu beigetragen, die großen Erfolge der Brüder Wright herbeizuführen“.
Im Oktober 1900 erprobten die beiden Brüder mit einem Doppeldecker-Gleitflugzeug den Gleitflug zunächst unbemannt auf den Kill Devil Hills sechs Kilometer südlich von Kitty Hawk in North Carolina, einem Ort auf den Outer Banks an der Atlantikküste, der sich wegen starker und konstanter Winde besonders eignete. Die Konstruktion als Doppeldecker brachte für den zukünftig geplanten Motoreinbau gewaltige Vorteile: Solch eine Konstruktion erzeugt bei gleicher Spannweite mehr Auftrieb, so dass der Apparat bereits bei einer geringeren Geschwindigkeit abhob.
Im Sommer 1901 erlaubte ein verbesserter Apparat bemannte Gleitflüge bis zu 100 m und bei bis zu 35 km/h Gegenwind, wobei der Pilot den Apparat liegend bediente. Im August lud man dann Octave Chanute ein, den inzwischen fast 70-jährigen „großen alten Mann“ der amerikanischen Fliegerei, den Experimenten beizuwohnen. Er half mit seinem Assistenten Augustus M. Herring (1865–1926) uneigennützig, den Gleitapparat zu verbessern, und war ein enthusiastischer Fürsprecher der Wrights, sowohl in den USA als auch in Europa. Obwohl sie ihre Konzepte zur Auftriebsgewinnung sowie Quer- und Längsachsen-Steuerung in der Flugpraxis im Prinzip bestätigt fanden, waren sie im Detail nach Abschluss ihrer Testflüge im Jahr 1901 wegen mangelhafter Flugstabilität bzgl. Quer- und Gierachse unzufrieden.
Bevor sie 1902 einen dritten Glider bauten, ließen sie von ihrem Angestellten Charlie Taylor einen kleinen Windkanal bauen, um selbst Auftriebs- und Luftwiderstandstabellen zu erstellen. Die Wrights, die sich bis dahin auf die Tabellen von Lilienthal verlassen hatten, hatten herausgefunden, dass der Smeaton-Koeffizient, eine Variable in den Formeln für Auftrieb und Luftwiderstand, fehlerhaft war. Auf Grundlage der bisherigen Gleitflugerfahrung und der neuen Auftriebstabellen änderten sie beim 1902 Glider vor allem das Tragflächenprofil und die Tragflächenstreckung.
Bei den Versuchsflügen machte man mit dem negativen Wendemoment eine weitere bedeutende flugtechnische Entdeckung: der Kurvenflug nur mittels Flügelverwindung gelang nicht. Erst das Anbringen eines beweglichen Seitenruders und die Synchronisation seiner Ausschläge mit der Flügelverwindung gestattete es, das negative Moment aufzuheben und dadurch nach Belieben zu manövrieren. Damit hatten sie eine vollständige aerodynamische Flugsteuerung um alle drei Raumachsen entwickelt. Alfred Hildebrandt, der die Aktivitäten als erster in Deutschland würdigte, schrieb nach einem Treffen in den USA: „Man hat das Gefühl, dass man Leute vor sich hat, auf die man sich in jeder Beziehung und in allen Lagen des Lebens verlassen kann.“ Und: „Ihre Ruhe verlieren sie nie, nie ließen sie sich zu etwas drängen, das sie nicht wollten; nie ließen sie sich verleiten, einen Flugversuch zu wagen, in einem Wetter, das ihnen ungünstig war.“ Die Flugversuche standen aber immer im Vordergrund, Wilbur hatte den Grundsatz: „Wenn man vollkommene Sicherheit will, tut man gut daran, sich an ein Fenster zu setzen und die Vögel zu beobachten – wenn man aber wirklich etwas lernen will, muss man einen Flugapparat besteigen und sich durch praktische Versuche mit seinen Eigenheiten vertraut machen.“
In den Jahren 1902 und 1903 folgten zahlreiche Gleitflüge mit dem 1902 Glider, allein 1902 über 1000 Flüge, der längste über 189,7 m (622,5 ft) bei 26 s Flugzeit. Nach diesen Erfolgen beantragten die Wrights am 23. März 1903 ein Patent ihres Flugzeugentwurfs und entschlossen sich, den Apparat mit einem Flugmotor auszurüsten. Bis dahin hatten sie unter 1000 Dollar (entsprachen 2017 rund 20.000 Dollar) in ihr Projekt investiert, erheblich weniger als Langley.

### Doppeldecker-Motorflugzeug

#### Der Weg zum Pionierflug

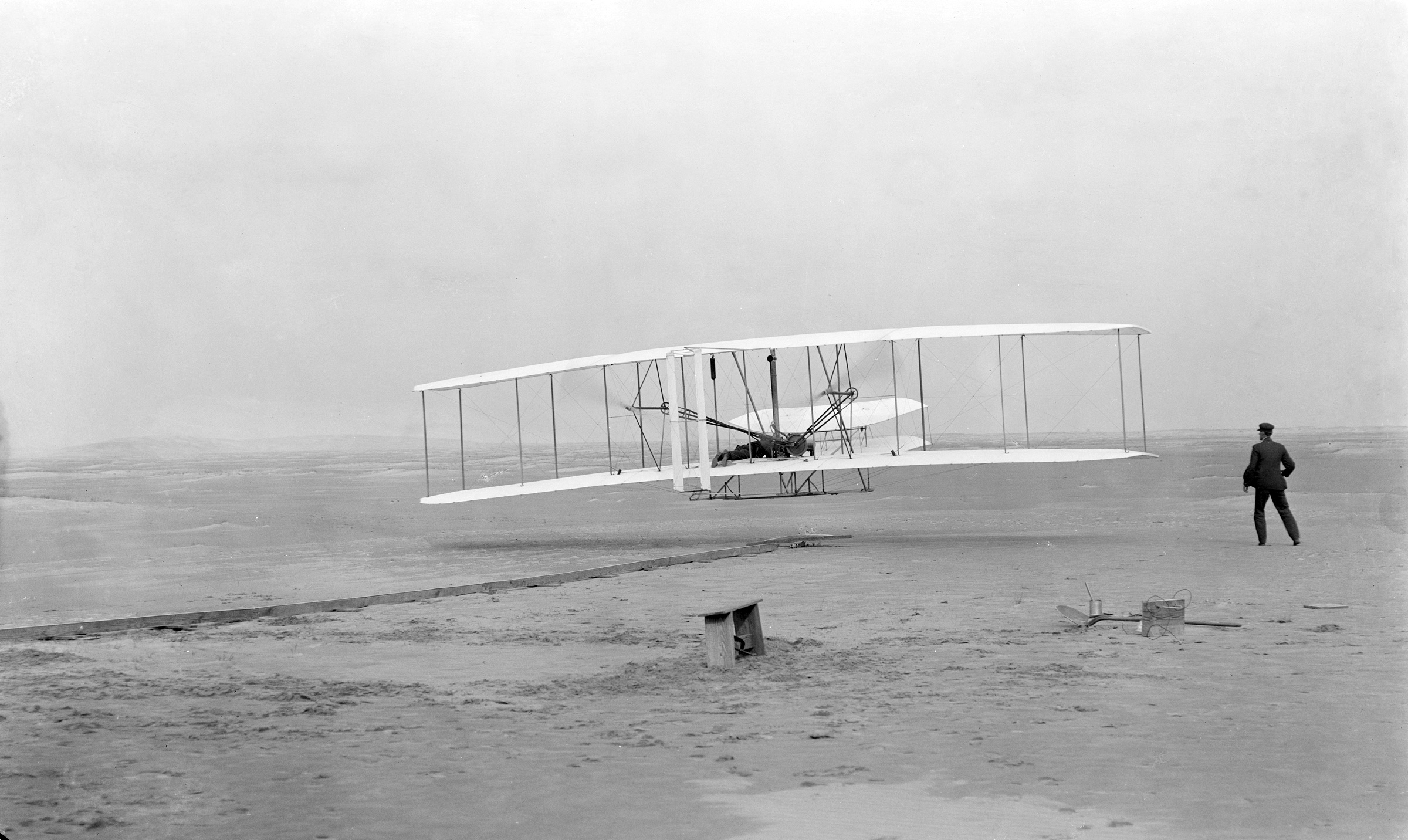
Erster erfolgreicher Flug Orvilles in Kitty Hawk, mit dem 1903 der Motorflug begann

Die Wrights schnitten einen Propeller und ließen sich, da nirgends ein geeignetes Triebwerk zu bekommen war, eines von Charlie Taylor in der Fahrradfabrik herstellen. In kürzester Zeit entstand ein 12 PS starker und 81 kg schwerer, wassergekühlter Vierzylinder-Viertakt-Benzinmotor. Zur Kompensation des Drehmoments erhielt der Flugapparat zwei gegenläufige Luftschrauben. Sie wurden von Rollenketten angetrieben, die durch Rohre geführt wurden, um Vibrationen zu vermeiden.

#### Prioritätsanspruch auf den ersten Motorflug

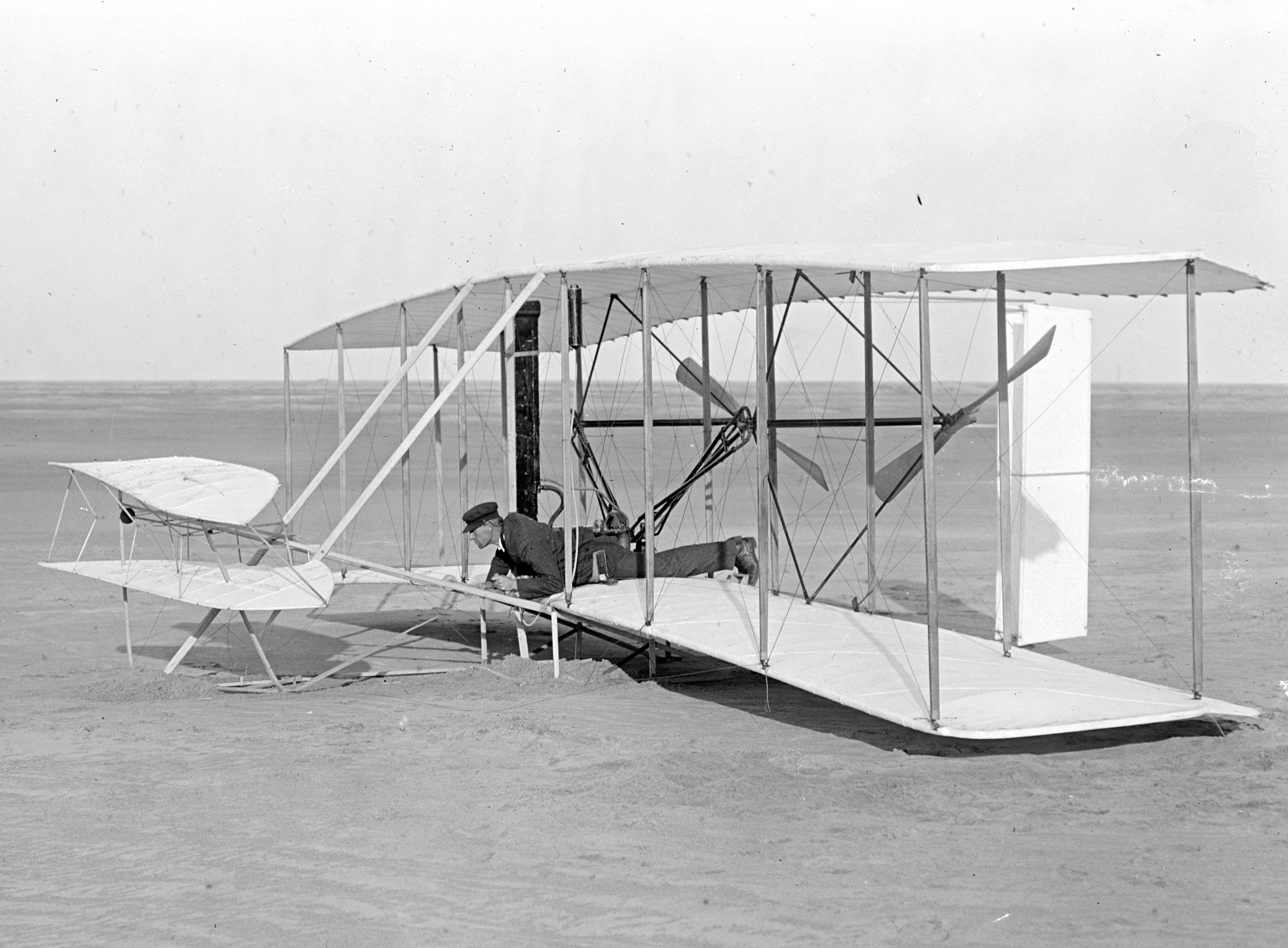
Wilbur nach einem missglückten Flugversuch, 1903

Ihren eigenen Berichten glückte den Brüdern am 17. Dezember 1903 vier Motorflüge, von denen einer – der vierte – die Distanz von 300 Fuß weit überschritten haben soll.
Orville behauptete später über den Flug vom 17. Dezember 1903, es sei das erste Mal in der Geschichte gewesen, dass „eine Maschine mit einem Menschen sich selbst durch ihre eigene Kraft in freiem Flug in die Luft erhoben hatte, in waagerechter Bahn vorwärts geflogen und schließlich gelandet war, ohne zum Wrack zu werden“.
Dieser Prioritätsanspruch ist jedoch stark umstritten (vgl. im Folgenden.) Zum einen wurde angezweifelt, dass der erste erfolgreiche Flug der Brüder Wright überhaupt schon 1903 und nicht später stattfand. Zum anderen gibt es mehrere Hinweise auf stattgefundene Motorflüge bereits vor dem 17. Dezember 1903, von denen mindestens mehrere Flüge von Gustav Weißkopf vom 14. August 1901 mit seiner Flugmaschine „Nr. 21“ als erwiesen gelten können. Zumindest sind die Beweise deutlich stärker als die für Wrights erste Flüge.

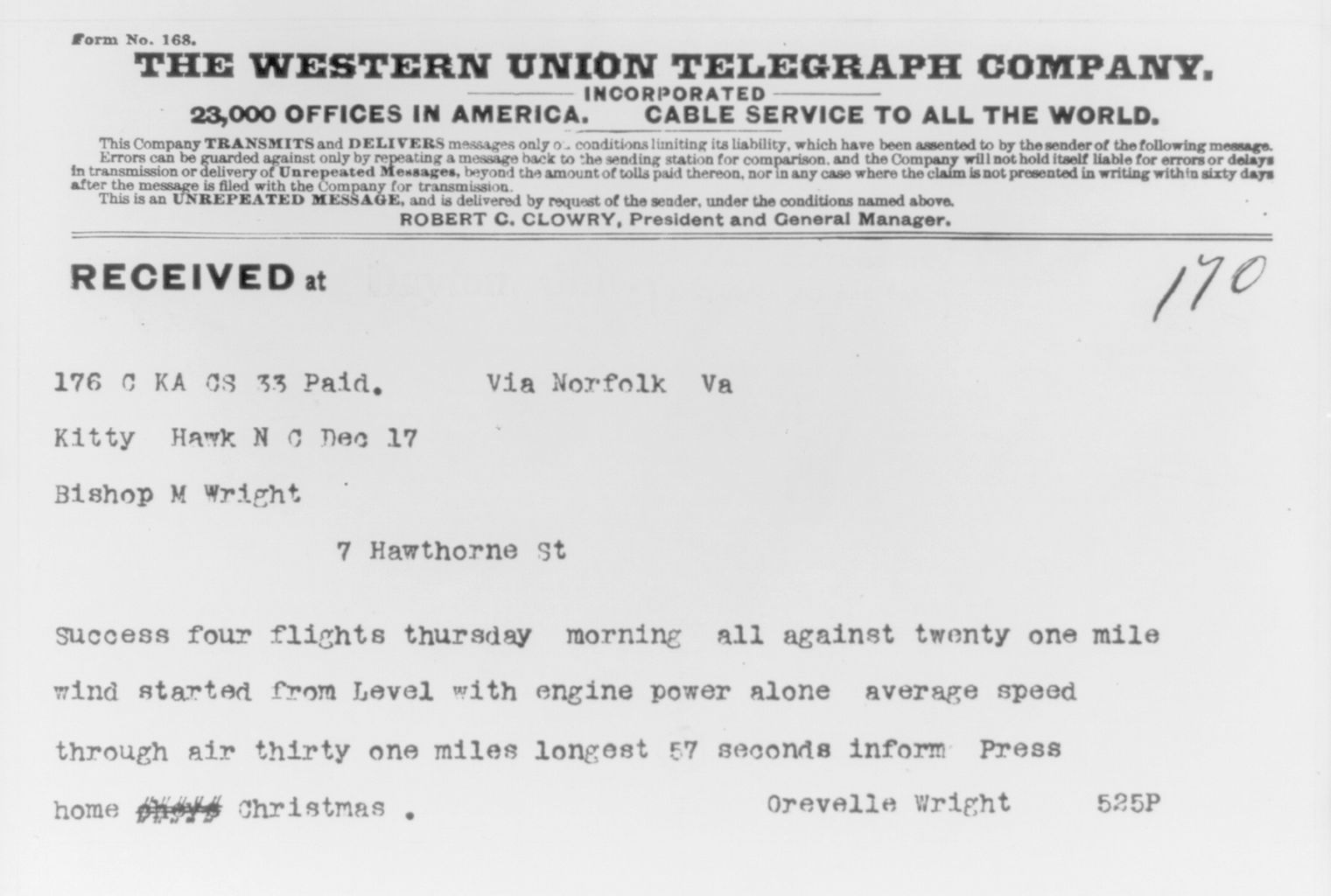
Telegramm von Orville Wright in Kitty Hawk, North Carolina, an seinen Vater über vier erfolgreiche Flüge (17. Dezember 1903)

Sämtliche Versuche der Gebrüder Wright vor 1904 fanden, aus Angst vor neugieriger Konkurrenz, ohne Zeugen und unter Ausschluss der Öffentlichkeit statt. Neben Tagesbuchaufzeichnungen von Orville Wright ist der einzige Beleg für die sog. Erstflüge ein Telegramm von Orville an seinen Vater, in dem er über vier erfolgreiche Testflüge berichtete.

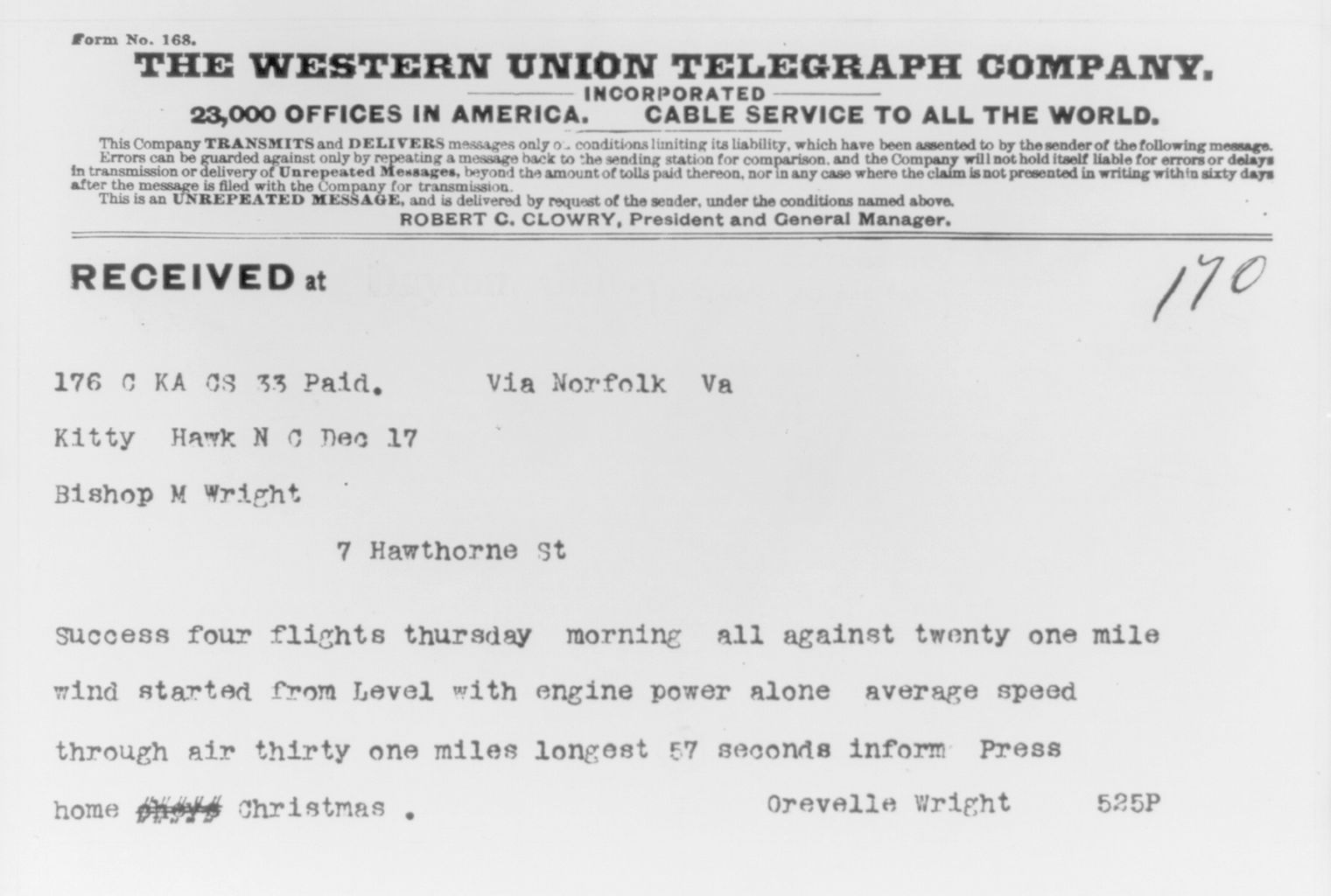
Telegramm von Orville Wright in Kitty Hawk, North Carolina, an seinen Vater über vier erfolgreiche Flüge (17. Dezember 1903)

Seinen eigenen Veröffentlichungen zufolge hatte Orville folgendes in sein Tagebuch notiert:
- Um 10:35 Uhr hob Orville zum ersten Mal an diesem Tag ab. Im Gegensatz zu dem ersten Flugversuch am 14. Dezember war die Startschiene nicht leicht bergab, sondern durchgehend horizontal verlegt. Orville flog 12 Sekunden lang. Dabei erreichte er eine Geschwindigkeit von 16 Kilometern pro Stunde und eine Entfernung von 120 Fuß (37 Metern).
- zweiter Flug durch Wilbur, 13 Sekunden, 175 Fuß (53 Meter)
- dritter Flug durch Orville, 15 Sekunden, 200 Fuß (61 Meter)
- vierter Flug durch Wilbur, 49 Sekunden, 852 Fuß (260 Meter).

Bis heute wird bezweifelt, dass die Gebrüder Wright vor 1904 einen erfolgreichen Flug absolviert haben. Ganz besondere Zweifel bestehen aber an der Länge des vierten Fluges vom Dezember 1903.
Nach dem vierten und letzten Flug wurde die Maschine – den Gebrüdern Wright zufolge – durch eine Windböe mit anschließendem Überschlag so stark beschädigt, dass man sich entschloss, sie nicht wiederherzustellen. Obwohl die restaurierte Original-Maschine bis heute im Smithsonian Museum ausgestellt ist und zahlreiche Nachbauten erfolgt sind, gelang es niemals, mit einer davon mehr als 40 Meter zurückzulegen; dabei kam es zu zahlreichen Unfällen mit Verletzten und sogar zwei Toten. Die ersten drei Flugversuche bewegten sich zumindest in diesem Rahmen. Vor diesem Hintergrund erscheint ein Unfall beim 4. Versuch wesentlich plausibler als ein gewaltiger Leistungssprung mit anschließender zufälliger Beschädigung der Maschine.
Wilbur Wright hatte im Vorfeld mehrfach erklärt, ein echter Motorflug beginne bei mindestens 300 Fuß (ca. 91 Metern) Länge, alles darunter sei nur ein Sprung in die Luft und beweise gar nichts („nothing“). Der 4. Flug wäre also für die Brüder ein echter Meilenstein gewesen – in Orvilles Telegramm wurde er aber in keiner Weise hervorgehoben.
Erst im Jahr 1908 hatten die Gebrüder Wright erstmals ein Foto der Maschine von 1903 veröffentlicht; außerdem existiert ein Foto, das angeblich die Wright Flyer von 1903 beim vierten Flug zeigt. Joe Bullmer, ehemaliger Spezialist der uS Air Force für die Identifizierung von Kampfflugzeugen, hat in seinem Buch „The Wright Story“ erhebliche Zweifel an diesem Foto angemeldet:
- das Flugzeug befinde sich eindeutig weniger als 100 Meter von seinem Ausgangspunkt entfernt.
- Der Propeller ist klar erkennbar, könne sich also nicht mehr gedreht haben, zumindest befinde sich das Flugzeug auf dem Boden oder ganz knapp darüber. Es habe also seine Endposition erreicht.
- Drei dunkle „Kleckse“ auf dem Flugzeug lassen sich mit dem Flugzeug von 1903 nicht vereinbaren, das nur einen (noch dau liegenden) Piloten und einen flach eingebauten Motor hatte. Das Modell von 1908 hingegen hatte zwei sitzende Piloten und einen hochkant stehenden Motor neben ihnen, das Bild passt exakt zu dem Foto des angeblichen Erstfluges.

Zudem hatten die Wrights ein starkes Interesse, den Erstflug für ihre Familie zu beanspruchen – wobei sie alles andere als zimperlich waren.
Das belegen spätere Ereignisse:
Orville, der im Gegensatz zu anderen Luftfahrtpionieren geschäftstüchtig war, gelangte u. a. wegen des angeblich ersten Motorfluges zu Ruhm und Reichtum; nach dem Tod seines Bruders gelangen ihm indes keine nennenswerten Weiterentwicklungen mehr, was maßgeblich dazu führte, dass die Luftfahrt in den USA gegenüber Europa ins Hintertreffen geriet. Statt dessen pflegte er mit zunehmender Verve seinen Nachruhm. In den 20er Jahren veröffentlichte er sein Buch „Early History of the Airplane“ und stellt dabei sich und seinen Bruder in den Mittelpunkt.
Berühmt wurde ein langjähriger Streit darüber mit dem Smithsonian Institut in Washington, dem damals führenden Wissenschaftsinstitut der USA, das seinem ehemaligen Museumsleiter Samuel Pierpont Langley die Pioniertat des ersten erfolgreichen Motorfluges zusprechen wollte. Orville Wright war dies so wichtig, dass er nach zwei langwierigen Gerichtsprozessen das Smithsonian 1941 zwang, seinen Anspruch aufzugeben.
Zwischenzeitlich, im Jahr 1937, war ein zunächst wenig beachtetes Buch der US-Journalistin Stella Randolph erschienen, in welchem diese behauptete, Gustav Weißkopf sei schon am 14. August 1901 der erste Motorflug über ca. 800 Meter gelungen. Sie berief sich dabei zunächst auf einen Artikel des renommierten Redakteurs und späteren Herausgebers Richard Howell in der Zeitung Bridgeport Herald vom 18. August 1901, der darin ausführlich beschrieb, den Flug zusammen mit zwei Assistenten Weißkopfs selbst beobachtet zu haben. Randolph veröffentlichte außerdem elf notariell beglaubigte Aussagen von Zeugen, darunter diese beiden Assistenten Weißkopfs, welche angaben, zwischen August 1901 und Dezember 1903 mehrere Motorflüge von Gustav Weißkopf zwischen ca. 800 Metern und 1,5 Meilen beobachtet zu haben.
Als Readers' Digest im Jahr 1945 diese Geschichte aufgriff, schickten Freunde ein Telegramm an Orville Wright, in dem sie schrieben, die Geschichte wohl sollte besser torpediert werden („FEEL THIS SHOULD BE DYNAMITED“), und um entsprechende Informationen baten.
Daraufhin veröffentlichte Orville Wright einen Artikel unter der Überschrift „Weißkopfs Flug – ein Mythos“, in welchem er Weißkopf u. a. als Träumer und Wahnsinnigen bezeichnete, der sich zweifellos selber einbildete, eine solche Leistung vollbracht zu haben, aber z. B. weder über die Kenntnisse noch über die Ausrüstung zum Bau eines geeigneten Motors verfügt habe. Dem Journalisten Haller unterstellte Wright, er habe glatt gelogen, als er behauptete, den Erstflug selbst miterlebt zu haben – In Wahrheit habe er nur aufgeschrieben, was ihm Weißkopf erzählt habe.

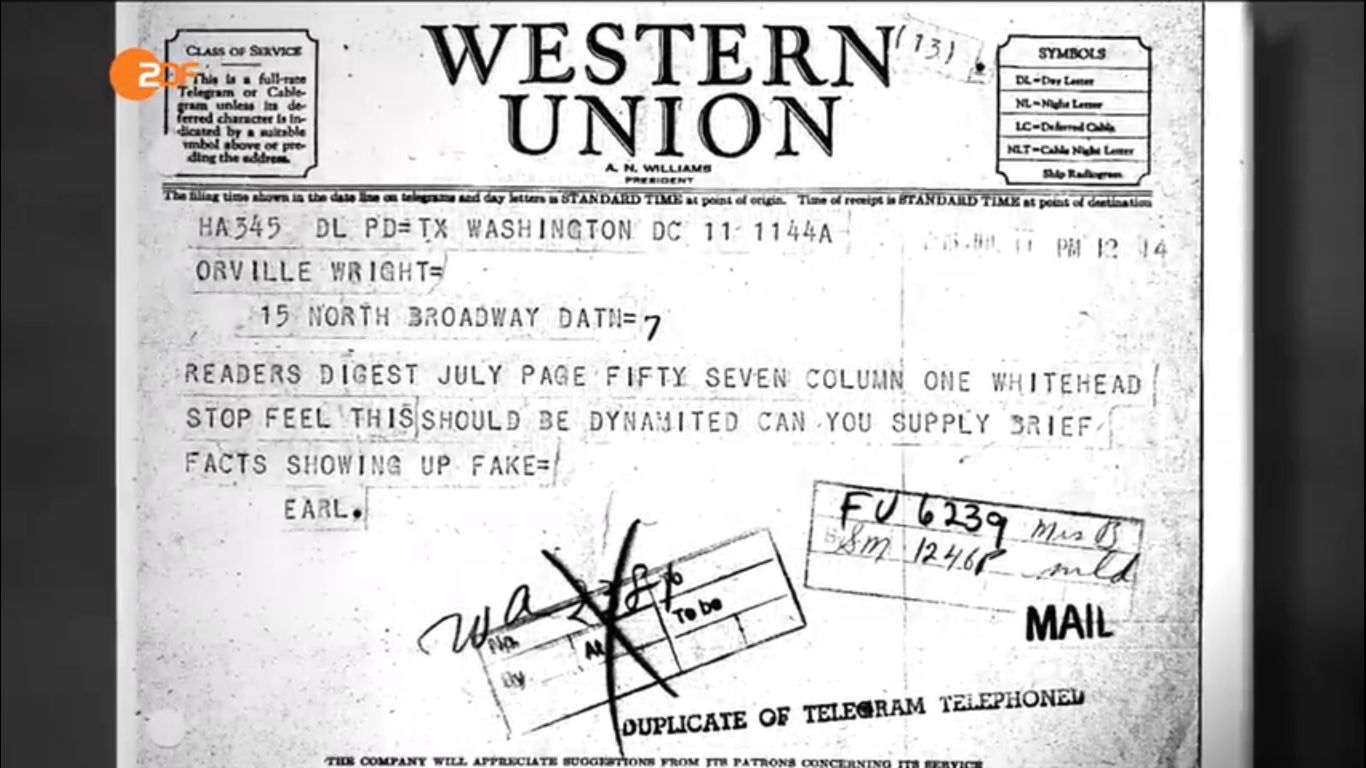
Telegramm für Orville Wright aus 1945 mit der Empfehlung, Berichte über Weißkopfs Erstflug zu torpedieren

Dank Orvilles großem Renommee, der gerade erst erfolgten Anerkennung durch das Smithsonian Institute und wohl auch dem ausklingenden 2. Weltkrieg, zu dem ein deutschstämmiger Luftfahrtheld nicht recht passen wollte, genügte dies, um Randolphs Recherchen zu diskreditieren.
Wenig später, kurz nach Orvilles Tod, schloss seine Familie mit dem Smithsonian Institute einen geheimen Vertrag: deren Museum erhielt das restaurierte Wrack er Wright Flyer, die seither das Herzstück der dortigen Ausstellung darstellt und hohes Besucheraufkommen garantiert. Im Gegenzug verpflichtete sich das Smithsonian, niemals zu behaupten, dass es einen Motorflug anderer Pioniere vor den Gebrüdern Wright im Dezember 1903 gegeben habe. Dieser Vertrag ist noch heute in Kraft und verhinderte sogar die Anerkennung des Zeppelins als erste steuerbare Luftverkehrsmaschine.
Das Smithsonian weigert sich bis heute, Zweifel am Erstflug der Wrights in Erwägung zu ziehen, selbst im Falle Weißkopfs:
- obwohl speziell für den vierten Flug der Wrights vom 17. Dezember 1903 keine stichhaltigen Beweise existieren, während beglaubigte Zeugenaussagen im Falle Weißkopfs jedes Gericht überzeugen würden
- obwohl später noch sechs weitere Augenzeugen die Flüge von Weißkopf bestätigten
- obwohl der australische Flughistoriker John Brown weltweit fast 300 Zeitungsartikel über mehrere Flüge von Weißkopf ausfindig gemacht hat – darunter einen auf der Titelseite eines Konkurrenzblattes, der Bridgeport Evening Post, die bereits am 26. August 1901 von einem zweiten, ebenfalls erfolgreichen Flug Weißkopfs berichtete
- obwohl Nachbauten die Flugfähigkeit von Weißkopfs Nr. 21 nahelegen
- obwohl von Orville Wright geäußerte Behauptungen – etwa zur Expertise Weißkopfs oder zum Fehlen einer Steuerung an seiner Maschine – widerlegt werden konnten
- obwohl neben dem US-Bundesstaat Connecticut auch das renommierteste Flugmagazin der Welt, „Jane’s all the world’s aircraft“, Weißkopf als möglicherweise ersten Motorflieger der Geschichte betrachtet (dessen Chefredakteur hatte 2013 Weißkopf die Pionierleistung zugesprochen; das Magazin erklärte diese später zur Einzelmeinung, hält die Frage aber für nicht geklärt).

Auszug aus dem Vertrag zwischen dem Smithsonian Institute und den der Familie Wright :

„Weder der Smithsonian Institution noch ihren Rechtsnachfolgern, weder einem Museum noch einer anderen Einrichtung unter der Verwaltung der Smithsonian Institution oder ihrer Rechtsnachfolger ist es gestattet, eine Verlautbarung des Inhalts zu veröffentlichen oder zu gestatten, dass ein anderes Flugmodell oder auch ein Entwurf eines Flugmodells eher als der Wright-Aeroplan von 1903 in der Lage war, aus eigener Kraft einen Mann zu fliegen. Bei Zuwiderhandlung fällt der «Flyer» wieder in das Eigentum des Spenders zurück.“

Weitere mögliche Erstflüge vor Dezember 1903, die allerdings als gescheitert oder nicht hinreichend belegt gelten:
- Clément Ader führte am 12. und am 15. Oktober 1897 mehrere ungesteuerte Flüge durch, bei denen jedoch sein Flugapparat zerstört wurde und als deren Resultat die finanzielle Förderung durch das französische Militär eingestellt wurde.
- Augustus M. Herring berichtete, dass er circa 50 Fuß am 22. Oktober 1898 über den Strand von St. Joseph in seinem motorisierten Hanggleiter geflogen ist.
- Wilhelm Kress baute ein motorisiertes Wasserflugzeug mit Steuerknüppel, das am 3. Oktober 1901 bei Flugversuchen unterging, ohne jemals abgehoben zu haben.
- Richard Pearse hat möglicherweise 1903 einen ungesteuerten Flug durchgeführt, selbst aber nie beansprucht, geflogen zu sein.
- Karl Jatho hat laut seinem Tagebuch am 18. August 1903 einen Flug von 18 m Entfernung in 0,75 m Höhe durchgeführt. Im Laufe der nächsten 3 Monate beschreibt er im Tagebuch bis zu 60 m weite und über 2,5 m hohe Flüge.[10]
- Samuel Pierpont Langleys aufwendige Flugversuche mit der Aerodrome scheiterten 1903 wenige Meter hinter seiner Startplattform. Dass es seinem Nachfolger 1906 gelang, die Maschine abheben zu lassen, war der Ausgangspunkt der „Fehde“ Wrights mit dem Smithsonian Institute.

#### Innovationen der Brüder Wright
Die entwicklungsgeschichtliche Bedeutung der Flüge der Wrights ist unbestritten. Ihre herausragende Leistung bestand in der Entwicklung des aerodynamischen Steuerungssystems des Flugzeugs um drei Achsen, der Voraussetzung für den kontrollierten Motorflug. Sie verwendeten einen Tragflächenverwindungsmechanismus, der Vorläufer des heutigen Querruders, zur Steuerung der Rollbewegung um die Längsachse (das seitliche Neigen), ein (vorn angebrachtes) Höhenruder für die Steuerung der Nickbewegung um die Querachse sowie ein Seitenruder für die Kontrolle des Gierens um die Hochachse, ohne das eine Kurve weder ein- noch wieder ausgeleitet werden kann. Mit dieser Dreiachssteuerung hatten sie den aerodynamisch kontrollierten Motorflug entwickelt, wie er bis heute eine Grundlage des Flugzeugbaus ist.
Zwar ist klar, dass bereits Weißkopf eine Steuerung entwickelt haben muss, sonst wären seine Flüge nicht möglich gewesen (dass sein Flugzeug eine Steuerung besaß, ist inzwischen nachgewiesen). Ob diese aber z.B: Kurvenlüge erlaubte ist unbekannt. Jedenfalls hat es aber vor den Brüdern Wright niemand geschafft, ein praktisch brauchbares und verkaufbares Motorflugzeug zu finanzieren und zu entwickeln.
Ab 1904 begannen die Brüder Wright ihre Flüge genauestens fotografisch und schriftlich zu dokumentieren. Zugleich veranlasste sie die Angst vor kommerzieller Konkurrenz weiterhin zur Geheimhaltung, kurz unterbrochen durch einen Pressetermin im Mai 1904, der in einem Desaster endete (die Maschine, Nachfolger der angeblichen Erstflug-Maschine, hob nicht ab).
1908 traten sie – angesichts wachsender Konkurrenz – vermehrt an die Öffentlichkeit und entschlossen sich bereits zu Schauflügen in Frankreich und 1909 in Deutschland.

### Weiterentwicklung in Dayton
In den Jahren 1904 und 1905 entstanden neue Apparate, mit denen die Brüder konstruktive Details änderten und ihre Flugleistungen steigerten. Allein 1904 führten sie im Wright Flyer II 105 Flüge durch. Hierzu nutzten sie die Huffman Prairie, eine Kuhweide östlich von Dayton als Flugfeld, wobei sie ein Katapult mit 700 kg Fallgewicht zum Start einsetzten, um den fehlenden Wind in dieser Region auszugleichen. Das Gelände ist heute Bestandteil der Wright-Patterson Air Force Base.
Am 20. September 1904 gelang der erste „Kreisflug“ – der Apparat landete wieder am Startplatz. Am 23. Juni 1905 flog der Wright Flyer III das erste Mal. Er zeigte wesentliche technische Änderungen: Die bisher mit dem Seitenruder verbundene Flügelverwindung (Querruder) waren separat zu steuern und nach einem Unfall am 14. Juli 1905 wurde die Größe des Höhenruders sowie dessen Abstand zu den Tragflächen verdoppelt. Am 4. Oktober 1905 flog der Apparat in Dayton mit 33 min 17 s erstmals über eine halbe Stunde, tags darauf über 38,6 km in 39,5 Minuten.

### Patente und wirtschaftliche Interessen

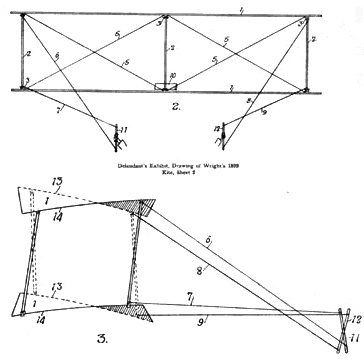
Die Idee der Flügelverwindung

Im März 1904 beantragten die Wrights auch in Frankreich und Deutschland Patentschutz für ihre Flugzeug-Steuerung. Um ihr Interesse am Verkauf ihrer Flugapparate zu schützen, fanden alle Flüge unter weitgehendem Ausschluss der Öffentlichkeit statt. Ihre Erfolge wurden deshalb zunehmend, besonders bei der erstarkenden französischen Konkurrenz, in Zweifel gezogen. Noch 1907 begab sich Wilbur (ohne Flugapparat und auch ohne jegliche Konstruktionspläne) nach Frankreich, um Informationen über Motorflüge in Europa zu sammeln und die Vermarktung des eigenen Apparates vorzubereiten.
Erste Kontakte hatten die Brüder bereits 1905 zur US Army und zur französischen Regierung geknüpft. 1906 berichteten sie dem Aero Club of America detailliert über ihre Flüge. Mit dem Bericht als Referenz boten die Brüder den Apparat auch den Kriegsministerien in Deutschland, Italien, Japan und Russland zum Kauf an. In einem Schreiben an den Wiener flugtechnischen Verein erläutern sie:

„Nach diesen Jahren ständiger Arbeit und Auslagen, ohne auch nur einen Cent von Rückgewinn, finden wir es jetzt ratsam, einige Vorsorge für unsere finanzielle Zukunft zu treffen, damit wir die Kosten für weitere wissenschaftliche Forschungen hereinbringen. Finanzielle Rücksichten hindern uns, Beschreibungen und Bilder von einer unserer neuen Maschinen zu bringen.“

### Öffentliche Vorführungen

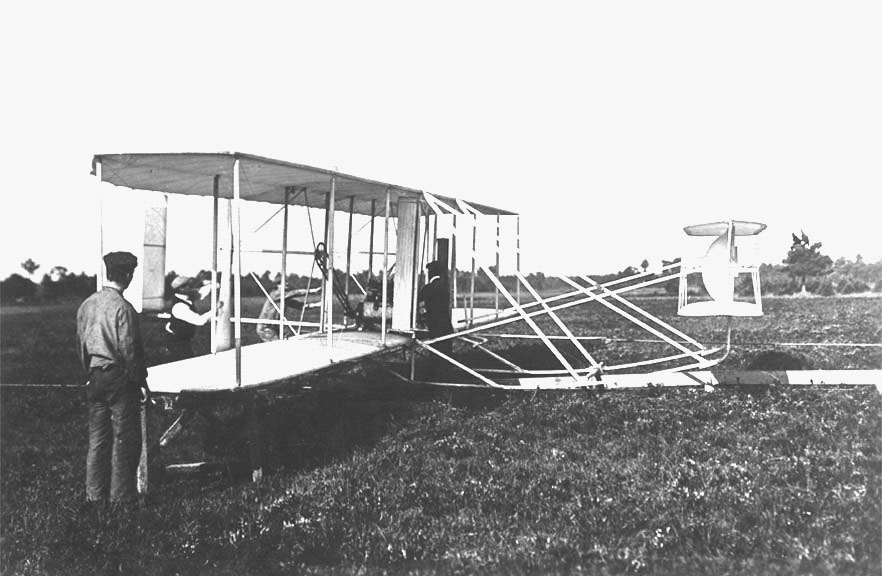
Wright-Flyer in Le Mans, ~1907

Sowohl die US-Army als auch Frankreich machten Verträge von Flugvorführungen abhängig, die an Auflagen gebunden waren. Dazu gehörten die Beförderung eines Passagiers, die Flugdauer von einer Stunde und der mögliche Transport auf Armeekraftwagen. Neben diesen Forderungen bewog auch die erstarkende europäische Konkurrenz die Wrights, mit ihrem Flugapparat an die Öffentlichkeit zu gehen:
- Am 18. März 1906 schaffte Traian Vuia in Frankreich einen 12-Meter-Sprung.
- Am 12. September 1906 glückte dem Dänen Jacob Christian Hansen Ellehammer auf der Insel Lindholm ein Sprung mit 40 m Weite.
- In Frankreich gelang dem Brasilianer Alberto Santos Dumont am 23. Oktober 1906 der erste beglaubigte und öffentliche Motorflug über 25 Meter. Wenige Tage später flog er 220 Meter weit.
- Henri Farman flog am 9. November 1907 eine Minute und 14 Sekunden.

Wilbur führte das neue Flugzeug Modell A als Gast des Erfinders und Automobilkonstrukteurs Léon Bollée in Le Mans in Frankreich vor. Nach anfänglichen Wochen Spott und Pannen ab Ende Mai 1908, fand am 8. August 1908 der erste öffentliche Motorflug Wilbur Wrights statt.

Aeroplan der Brüder Wright

Wilbur Wright steigerte seine Flugleistungen vom 8. August an bis zum Jahresende kontinuierlich, beförderte Passagiere, gewann mehrere Preise und begann, Schüler auszubilden. Er flog zahlreiche Rekorde: Am 18. Dezember 1908 auf dem Truppenübungsplatz Auvours bei Le Mans erreichte er eine Flughöhe von 115 Metern und legte 99,8 km Strecke zurück, indem er 45 Mal ein gleichschenkeliges Dreieck abflog, dessen lange Seiten jeweils 1 km betrugen. Die kurze Seite war 200 m lang. Dazu kam jeweils eine Strecke von 400 m vom Start- bzw. Landepunkt. Die Flugzeit betrug 1 Std. 54 Min. und 53,4 Sekunden. Am 31. Dezember flog er 124 km in 2 Std. und 20 Min. Ein 69 Minuten in der Luft gehaltener Fluggast brachte Wilbur Wright den mit 20.000 Francs dotierten Michelin-Preis ein.
Orville Wright begann ebenfalls im September 1908 mit Abnahmeflügen für die US Army. Am 9. September fand in Fort Myer (Virginia) der erste Flug über eine Stunde statt, am 12. September ein solcher mit Offizier, also doppelter Beladung über 9 Min. Fünf Tage später kam es dort zu einem Absturz aus 30 Metern Höhe, wobei der als Passagier mitfliegende Offizier Thomas E. Selfridge zu Tode kam und Orville Wright sich eine komplizierte Fraktur des Schädels zuzog.
Unter den zahlreichen Demonstrations- und Schauflügen erregte besonders Wilburs Umrundung der New Yorker Freiheitsstatue große Aufmerksamkeit. Während einer Vorführung in Italien im Jahr 1909 wurde neben dem Piloten statt eines Passagiers eine Kamera montiert. Die aus dieser Position entstandenen Aufnahmen wurden zusammen mit vom Boden aus aufgenommenen Szenen zu einem Kurzfilm mit dem Titel Wilbur Wright und seine Flugmaschine verarbeitet.

### Aktivitäten in Deutschland

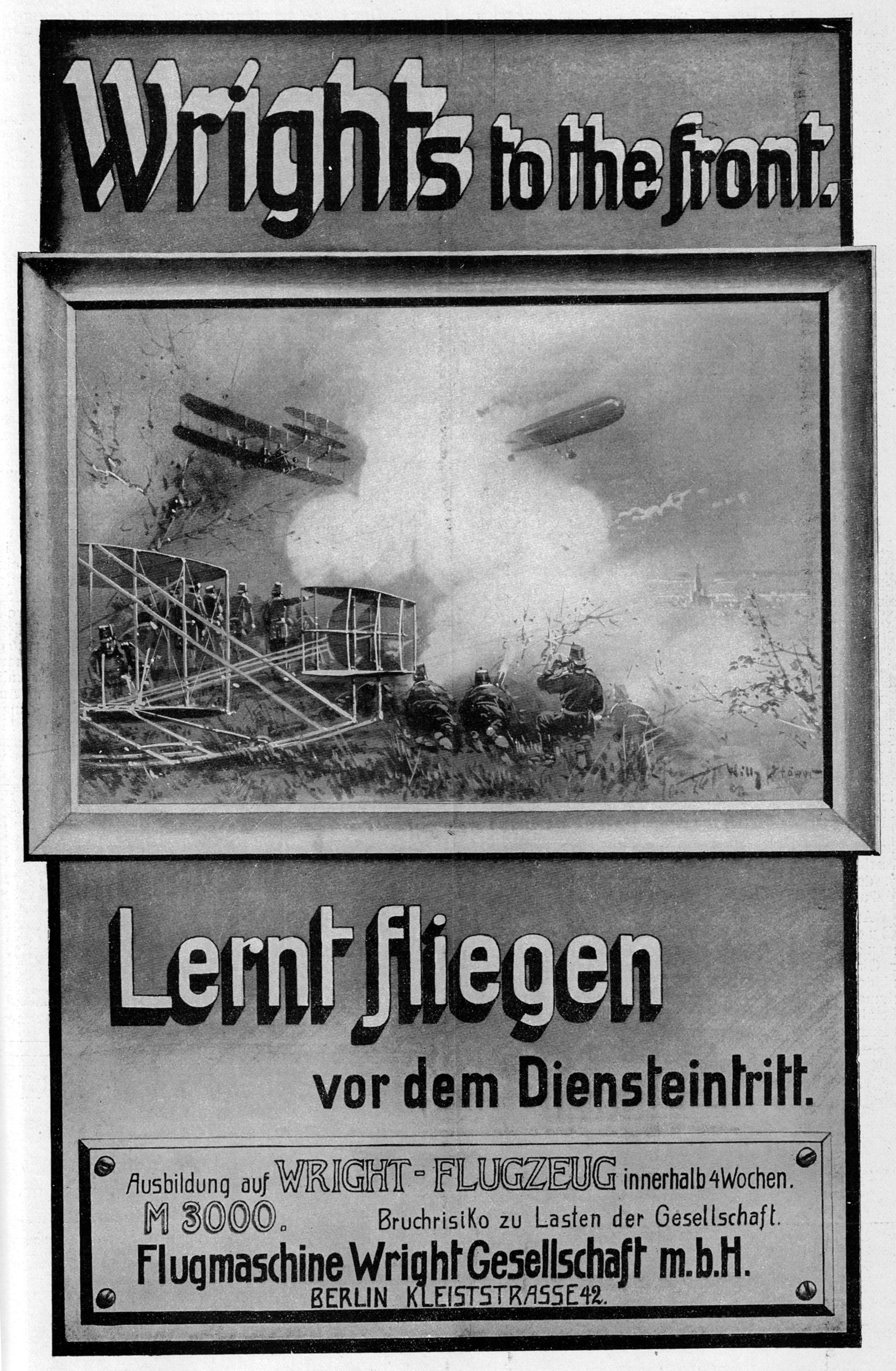
Anzeige der Flugmaschine Wright GmbH, 1910

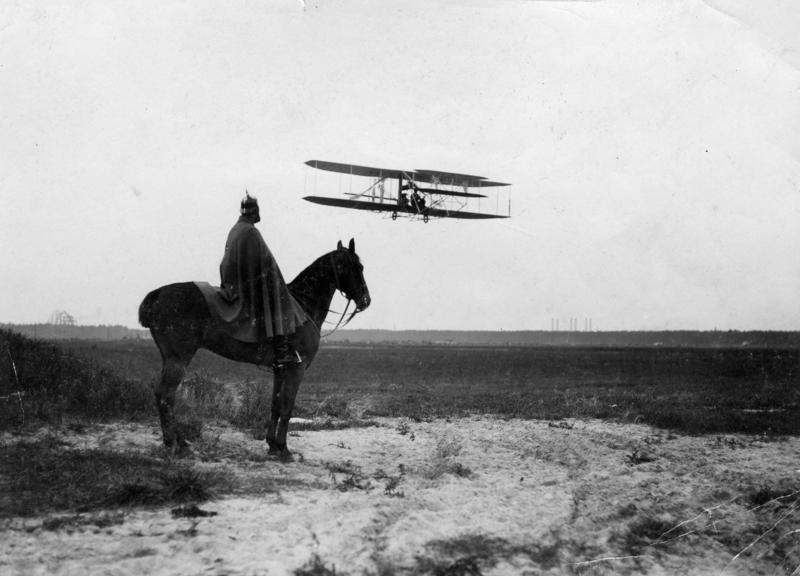
Paul Engelhard im Flug, Flugplatz Johannisthal bei Berlin, 1910

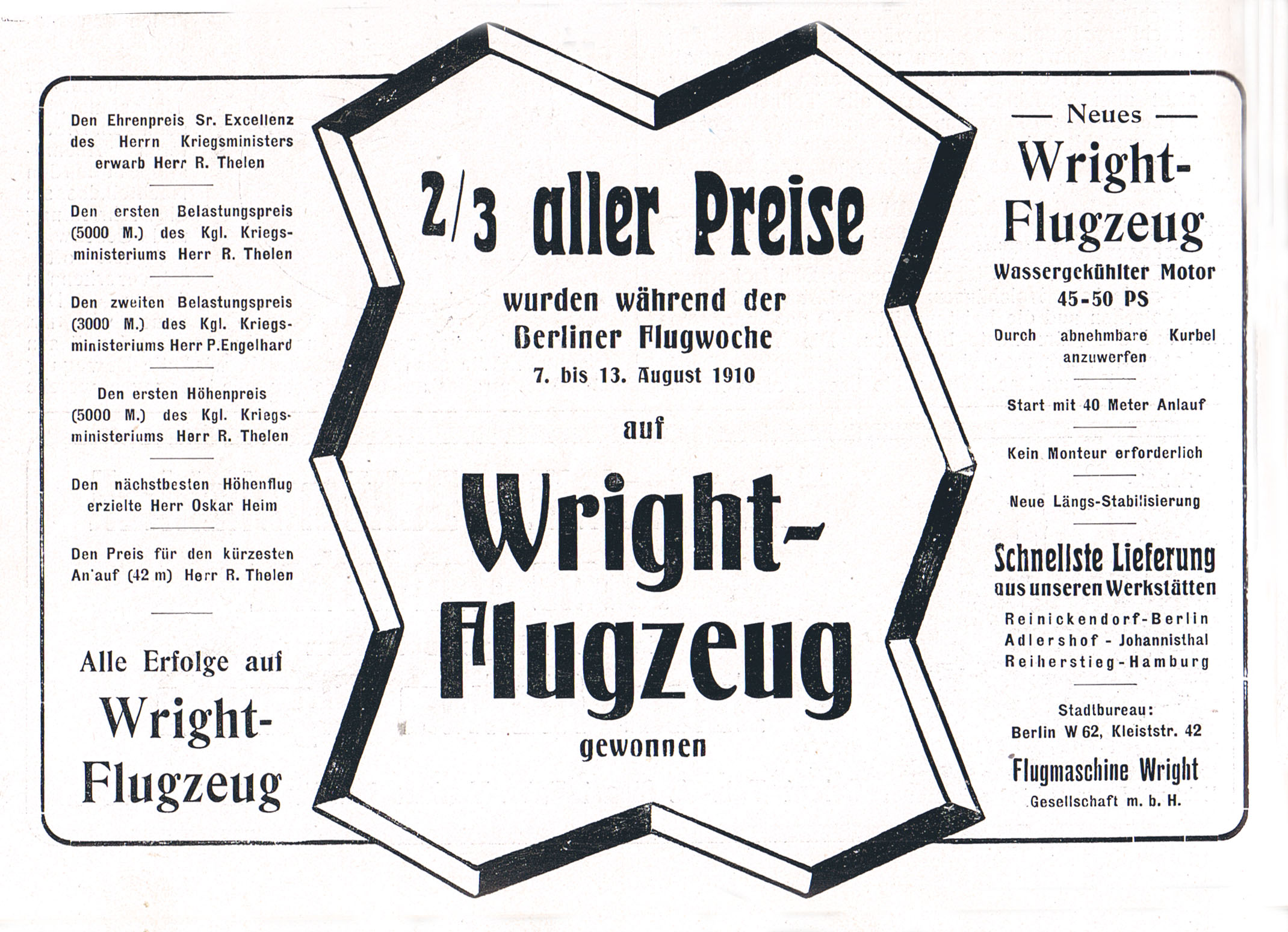
Anzeige der Flugmaschine Wright GmbH, 1910

Im Frühjahr 1909 wurde auch in Deutschland eine Flugmaschine Wright GmbH als Tochter der Motorluftschiff-Studiengesellschaft gegründet. Die Bedingungen entsprachen weitgehend dem französischen Vorbild: Für 200.000 Mark und Anteile an der Gesellschaft übernahm diese Patente, Rechte und Erfahrungen der Wrights und das ausschließliche Recht zum Bau der Maschinen in Deutschland. Die Wrights waren zu Demonstrationsflügen und zur Ausbildung von Piloten verpflichtet. Orville Wright wurde Mitglied des Direktoriums. Die deutsche Flugmaschine Wright GmbH wurde in den folgenden Jahren zur erfolgreichsten Wright-Flugzeugfabrik.
Vom Verleger des Berliner Lokal-Anzeigers August Scherl eingeladen, führte der nach dem Flugunfall genesene Orville vom 4. bis zum 20. September auf dem Tempelhofer Feld in Berlin Demonstrationsflüge durch, bei denen er unter anderem mit 172 m einen Höhenweltrekord erreichte und erstmals einen Passagierflug von 1 Std. 35 Min. Dauer absolvierte. Die fast täglichen Flüge fanden insgesamt 350.000 Zuschauer. Wenige Tage später erreichte Orville bei einem Flug auf dem Bornstedter Feld bei Potsdam 275 m Höhe, transportierte Kronprinz Wilhelm und bildete, wie mit der Motorluftschiff-Studiengesellschaft vereinbart, Paul Engelhard als ersten Piloten für die Flugmaschine Wright Gesellschaft aus.
Im ersten Geschäftsjahr wurden 22 Flugzeuge gebaut und in der Flugschule Johannisthal 25 Flugschüler ausgebildet. Im Folgejahr wurden mit Hilfe eines Hamburger Subunternehmens auch nach Russland, Dänemark und Japan Flugzeuge geliefert. Der ab 1909 produzierte Typ A entsprach dem amerikanischen Original mit einem in Berlin in Lizenz gebauten Motor. Beim Typ B, der gleichzeitig in den USA herauskam, wurde das vordere Höhensteuer nach hinten verlegt. Weitere Typen wurden mit nur einer Luftschraube und als „Militärdoppeldecker“ mit Gondel und 4 Sitzen ausgestattet. Das Unternehmen ging 1914 in Insolvenz.

### Rückkehr zum motorlosen Flug

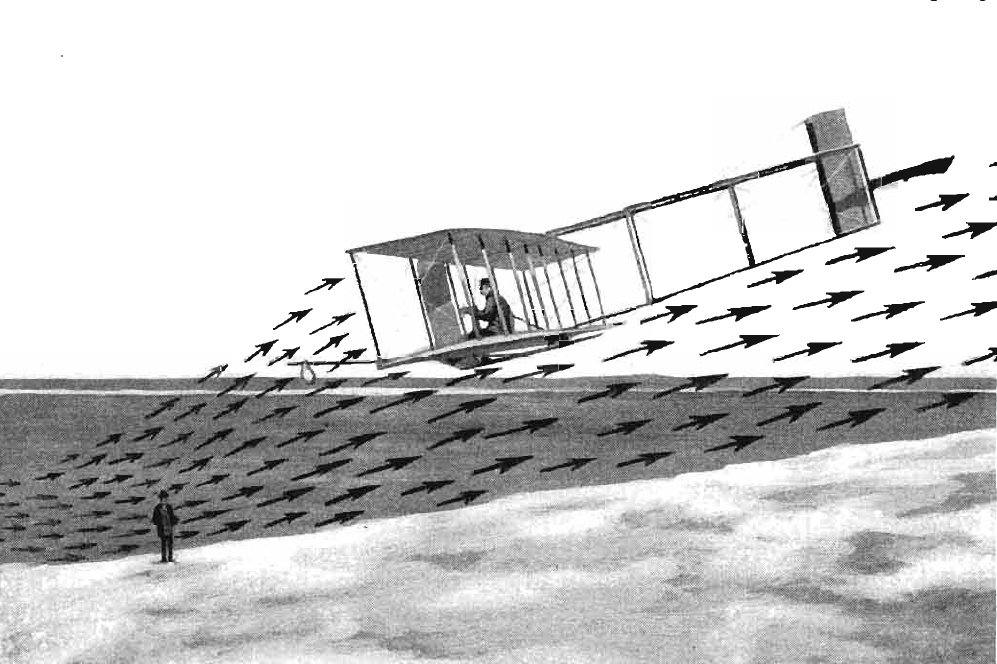
Vortriebsloser Segelflug in Kitty Hawk, 1911

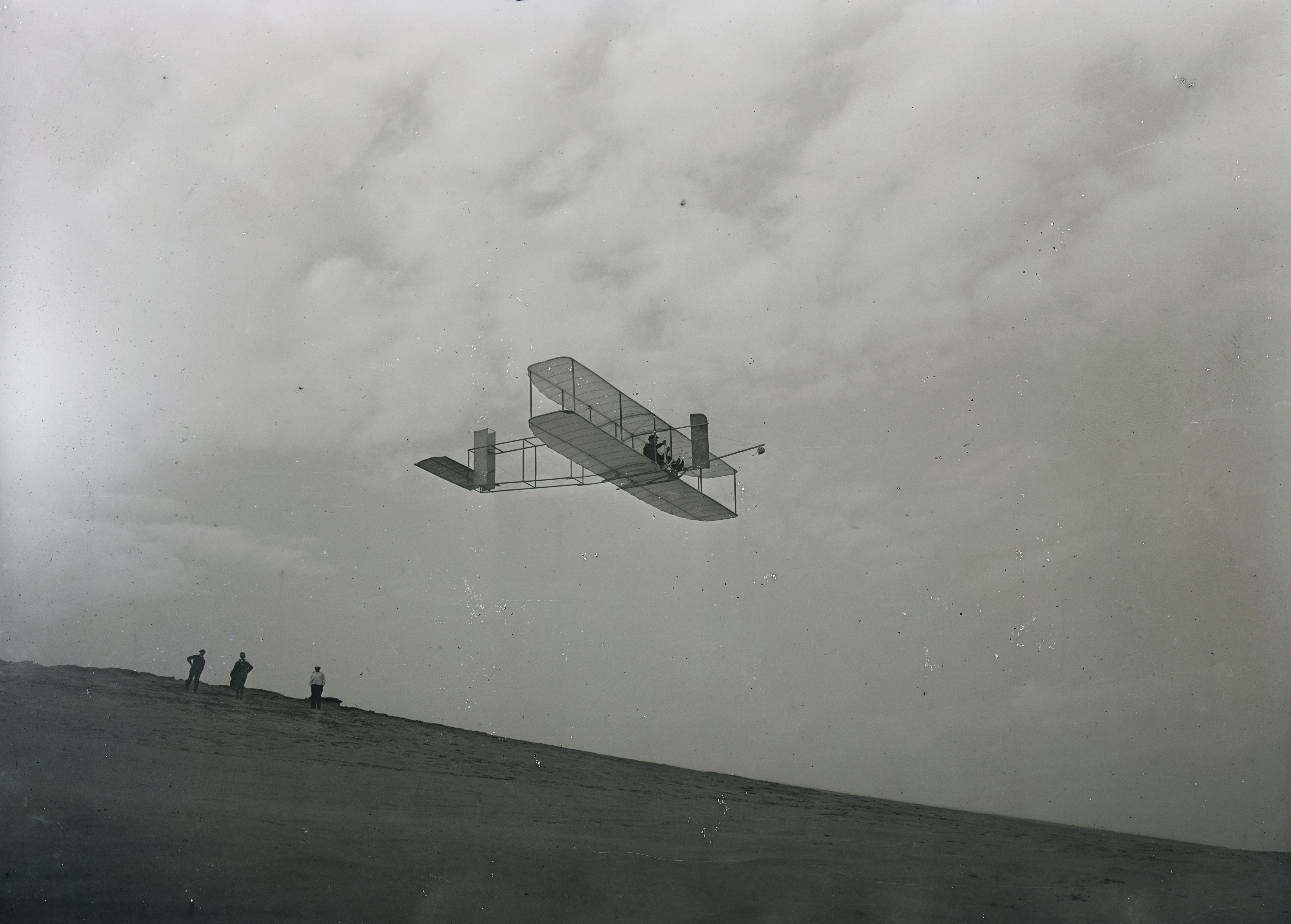
Der Gleiter Library of Congress, 1911

Im Oktober 1911 kehrte Orville Wright erneut auf die Sanddünen der Outer Banks zurück, um den gleichmäßigen Wind zur Erprobung des motorlosen Fluges mit einem neuen Gleitflugapparat zu erproben. Am 24. Oktober gelang ihm ein Flug mit einer Dauer von 9 min und 45 s. Dieser Rekord wurde erst 10 Jahre später gebrochen, als sich der Segelflug als Sport auf der Wasserkuppe durchsetzte.

### Ende der Wright-Ära
Wilbur, zweifellos der konzeptionelle Kopf der Brüder, starb im Frühjahr 1912 an Typhus. Orville betätigte sich bis zu seinem Tod weiter in der Luftfahrt-Forschung, ohne dass ihm eine erneute Erfindung mit weltweiter Anerkennung gelang. In mehreren Prozessen wurden die Wright-Patente angefochten. Nach mehrjährigem Streit war dessen Ergebnis aber nur noch von historischem Wert. Die Wright-Flugmaschinen waren der technischen Entwicklung der Flugmaschinen, die sie selbst ausgelöst hatten, schon nach wenigen Jahren nicht mehr gewachsen. Französische und deutsche Konstruktionen waren alsbald den Wright-Maschinen überlegen, die am Konstruktionsprinzip „Doppeldecker mit Schubpropeller“ festhielten.

## Ehrungen

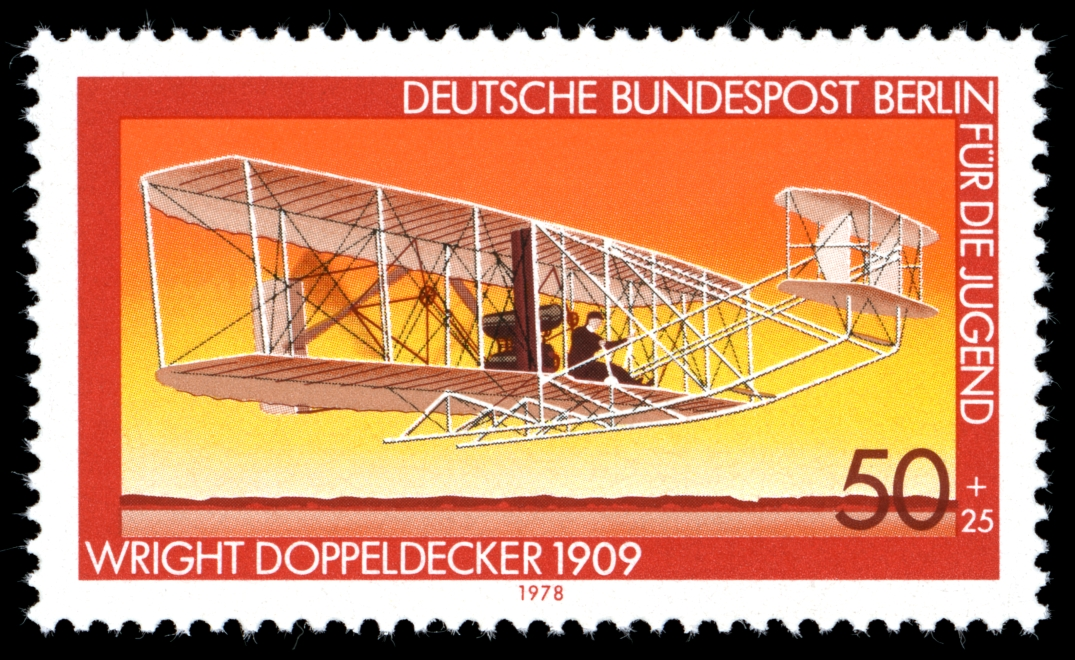
Briefmarke der Deutschen Bundespost Berlin 1978

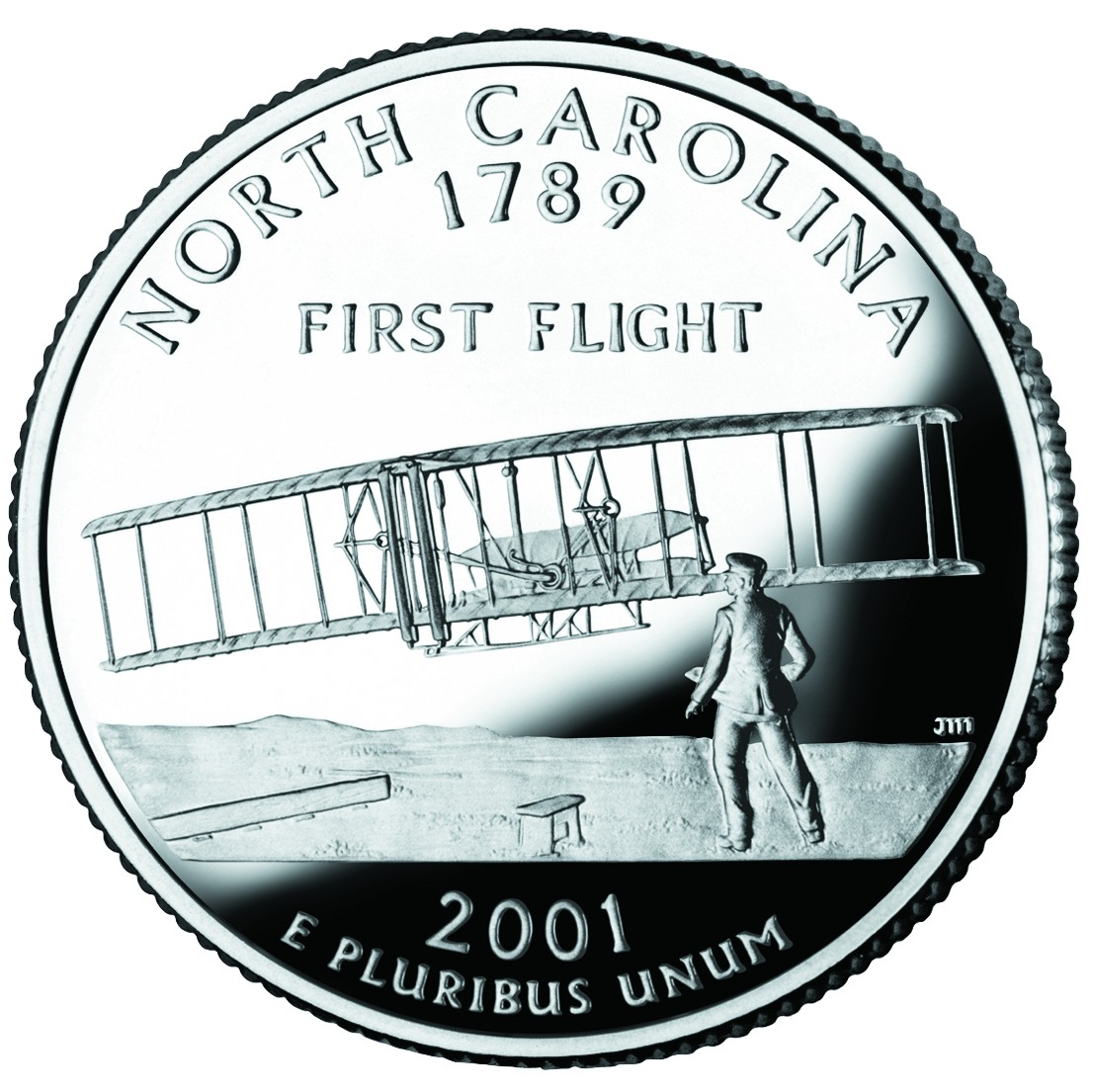
State Quarter von North Carolina

Die Brüder Wright erfuhren zahlreiche Ehrungen, darunter im März 1909 die Ehrenpromotion der TH München und im Juni die Ehrenmedaillen der Stadt Dayton, des Staates Ohio und der Regierung der USA. Schon 1907 waren die Brüder zu Ehrenmitgliedern des Wiener Flugtechnischen Vereins ernannt worden. 1909 wurden sie Ehrenmitglieder des Vereins Deutscher Luftschiffer.
Das erste Motorflugzeug, den Flyer, besaß von 1928 bis 1948 das Science Museum London, bevor es ins National Air and Space Museum gelangte. Der Flyer wird heute auch als Flyer 1 oder Kitty Hawk bezeichnet. Im Deutschen Museum in München befindet sich das auf dem Tempelhofer Feld geflogene Exemplar.
In Kill Devil Hills, North Carolina erinnert das Wright Brothers National Memorial mit einem Museum und einem Denkmal an die ersten Flüge der Brüder Wright und ihren Einfluss auf die Entwicklung der Luftfahrt.
Auch die Kfz-Kennzeichen des US-Bundesstaates North Carolina erinnern seit 1983 mit einer Abbildung und dem Schriftzug First in Flight an den Ort des Geschehens.
Zwei der im Rahmen der Gedenkmünzenserie 50 State Quarters von der US-amerikanischen Münzprägeanstalt United States Mint herausgegebenen Münzen erinnern ebenfalls an die Leistungen der Brüder Wright.
Seit 1960 ist der Wright-Piedmont-Gletscher in der Antarktis nach ihnen benannt.

## Schriften
- Wilbur Wright: Otto Lilienthal, 1912
- O. & W. Wright: Flying machine, US patent 821,393
- Wilbur and Orville Wright: Unser Flieger, in: Heinrich Adams: Flug, Leipzig 1909
- The Papers of Wilbur and Orville Wright, Hrsg.: Marvin M. McFarland, New York 1953